# Rhyacophila producta
Rhyacophila producta är en nattsländeart som beskrevs av Mclachlan 1879. Rhyacophila producta ingår i släktet Rhyacophila och familjen rovnattsländor. Inga underarter finns listade i Catalogue of Life.